# Didymochlaena
Didymochlaena, biljni rod papratnica smješten u vlastitu porodicu Didymochlaenaceae, dio reda Polypodiales. Na popisu je 12 vrsta iz Staroga svijeta (ne u Europi)

## Vrste
1. Didymochlaena attenuata (Bonap.) Li Bing Zhang & H.Shang
2. Didymochlaena bipinnatipartita (Bonap.) Li Bing Zhang & H.Shang
3. Didymochlaena deltoidea Li Bing Zhang & H.Shang
4. Didymochlaena fijiensis Li Bing Zhang & H.Shang
5. Didymochlaena madagascariensis Li Bing Zhang & H.Shang
6. Didymochlaena oceanica (Rosenstock) Li Bing Zhang & H.Shang
7. Didymochlaena philippensis Li Bing Zhang & H.Shang
8. Didymochlaena punctata Li Bing Zhang & H.Shang
9. Didymochlaena sinuosa Desv.
10. Didymochlaena solomonensis Li Bing Zhang & H.Shang
11. Didymochlaena spinulosa (Brause) Li Bing Zhang & H.Shang
12. Didymochlaena truncatula (Sw.) J.Sm.

## Sinonimi
- Tegularia Reinw.
- Monochlaena Gaudich.
- Hippodium Gaudich.
- Hysterocarpus Langsd. ex Fée